# 卢汉公馆
卢汉公馆位于云南省昆明市五华区翠湖南路4号，翠湖公园东门对面，为前云南省主席卢汉的住宅。

## 沿革
公馆建于20世纪30年代，是现今昆明地区保存较为完好的砖石结构法式建筑。整个建筑呈八角形，两层，砖墙、木屋架，部分钢筋混凝土结构；其屋顶为陡坡影山平瓦，侧面皆为正三角形，具有明显哥特式的风格。石柱、门套、窗套等石构件多有浮雕装饰，室内配有壁炉，内装饰全部采用进口柚木，主次卧室及餐室皆有落地式门窗与阳台相通。东西侧为三面体里面凸窗。红瓦黄墙，配之以灰色边框线条。
1949年12月9日昆明起义时，卢汉在此将国民党第八军军长李弥，第二十六军军长余程万，军统云南站站长沈醉等人扣押，当日午夜卢汉宣布起义。卢汉公馆是云南近代名人私宅，且见证了昆明和平起义这一重大历史事件，具有较高的历史价值。2003年5月23日公布为第四批昆明市文物保护单位。2003年12月18日公布为第六批云南省文物保护单位。2019年公布为第八批全国重点文物保护单位。经修缮后，已于2020年向公众作为公共博物馆开放，内陈列有1949年12月9日昆明起义与云南和平解放初期的相关珍贵史料。